# 鹿島神宮駅
鹿島神宮駅（かしまじんぐうえき）は、茨城県鹿嶋市宮下四丁目にある、東日本旅客鉄道（JR東日本）鹿島線の駅である。

## 概要
当駅は鹿島線の途中駅であるが、当駅から鹿島サッカースタジアム駅の間は、鹿島臨海鉄道大洗鹿島線からの乗り入れ列車が運行されるのみで、かつ、大洗鹿島線からの列車は、すべて当駅で折り返す（当駅を通過する旅客列車は通常運行されていない）ため、当駅が大洗鹿島線（水戸）方面とJR線香取・佐原方面の運転系統上の「区切り」の駅となっている。
かつては鹿島線から成田線・総武本線経由で東京駅へ直通する特急列車「あやめ」の始発駅となっていた。定期列車の「あやめ」は当駅 - 佐原駅間（約20分）は各駅に停車する普通列車となり、特急料金不要で乗車できた。2015年3月14日のダイヤ改正で「あやめ」は定期列車としては廃止され、佐原から特急となる普通列車も消滅した。
快速列車にも特急列車と同じ経路で東京まで、さらにその先の横須賀線まで直通する列車が存在したが、2004年（平成16年）10月16日のダイヤ改正で下り1本を除いて消滅した。しかし、2015年3月14日のダイヤ改正で上り1本総武快速線直通列車と佐倉駅で併合する東京行きが再び設定され、2021年3月13日のダイヤ改正より土休日ダイヤに限り、17年ぶりに横須賀線に直通する大船行きが設定された（現在は平日/土休日ともに大船行きとなっている）
延方駅 - 当駅間に北浦橋梁がある。長大な橋梁であり強風の影響を受けやすく、しばしば速度規制や運転中止になる。

## 歴史
- 1970年（昭和45年）
  - 8月20日：日本国有鉄道の駅として開業[1]。
  - 11月12日：当駅 - 北鹿島（現在の鹿島サッカースタジアム）間貨物線延伸開業[1]。
- 1972年（昭和47年）3月15日：みどりの窓口の営業を開始[4]。
- 1978年（昭和53年）7月25日：鹿島臨海鉄道鹿島臨港線の旅客列車乗り入れ開始[1]。
- 1983年（昭和58年）12月1日：鹿島臨海鉄道鹿島臨港線の旅客列車乗り入れ廃止[1]。
- 1985年（昭和60年）3月14日：鹿島臨海鉄道大洗鹿島線開業。同線から当駅へ乗り入れ開始[1]。
- 1987年（昭和62年）4月1日：国鉄分割民営化に伴い、東日本旅客鉄道（JR東日本）の駅となる[1]。
- 2006年（平成18年）
  - 3月31日：みどりの窓口の営業を終了[5]。
  - 4月1日：「もしもし券売機Kaeruくん」供用開始[5]。
- 2009年（平成21年）3月14日：東京近郊区間に組み込まれる[6]。
- 2012年（平成24年）3月5日：「もしもし券売機Kaeruくん」撤去。指定席券売機を供用開始。
- 2020年（令和2年）3月14日：ICカード「Suica」の利用が可能となる[7][8]。

## 駅構造
島式ホーム1面2線を有する高架駅である。ホームは嵩上げされていない。成田統括センターの直営駅であり、管理駅として潮来駅・延方駅・鹿島サッカースタジアム駅を管理している。自動券売機・指定席券売機、簡易Suica改札機が設置されている。磁気用の自動改札機がないため、駅員に乗車券などを提示する必要がある。
鹿島線はSuicaエリアである一方、大洗鹿島線はエリア外であるため、鹿島サッカースタジアム駅より先（荒野台・水戸方面）への乗車に交通系ICカードは利用できない。なお、ホーム上に入出場処理用の改札機は設置されていない。
駅前にあった鹿嶋市観光案内所は2020年（令和2年）4月25日より駅構内に移転した。この案内所では大洗鹿島線の乗車券・定期券・回数券、関東鉄道の一般路線バス乗車券・定期券・回数券、高速バス「かしま号」・羽田空港行き乗車券も取り扱う。

### のりば
1・2番線は両方向への発着が可能であるが、通常時は以下の使い分けを行なっている。
| 番線 | 路線        | 方向 | 行先                       |
| ---- | ----------- | ---- | -------------------------- |
| 1    | ■大洗鹿島線 | 上り | 大洋・大洗・水戸方面       |
| 2    | ■鹿島線     | 上り | 佐原・成田・千葉・東京方面 |

（出典：JR東日本:駅構内図）
- 当駅は一線スルー構造で、通過列車は1番線を通過する。
- ホーム長は230 mである[9]。

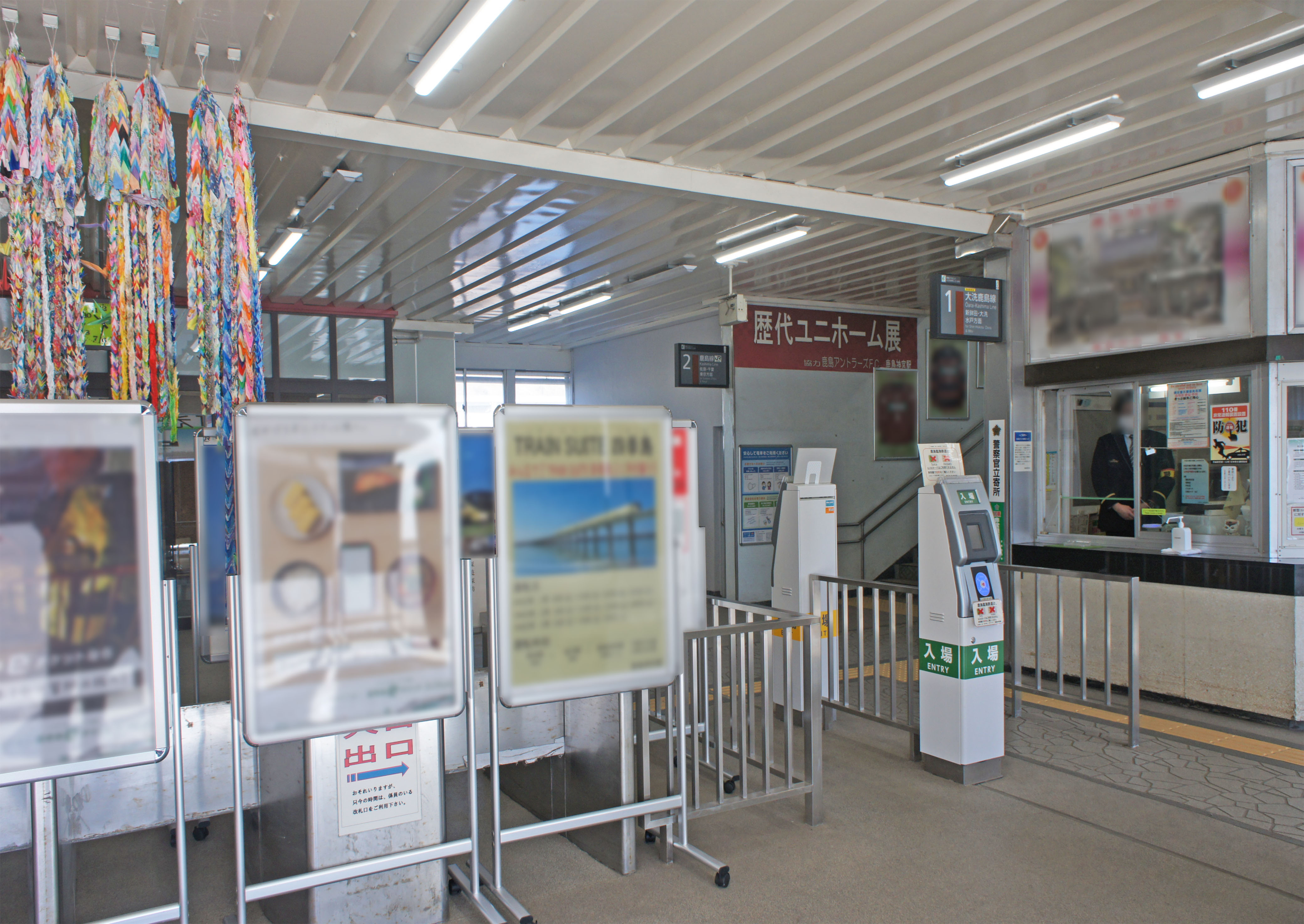
改札口（2022年2月）
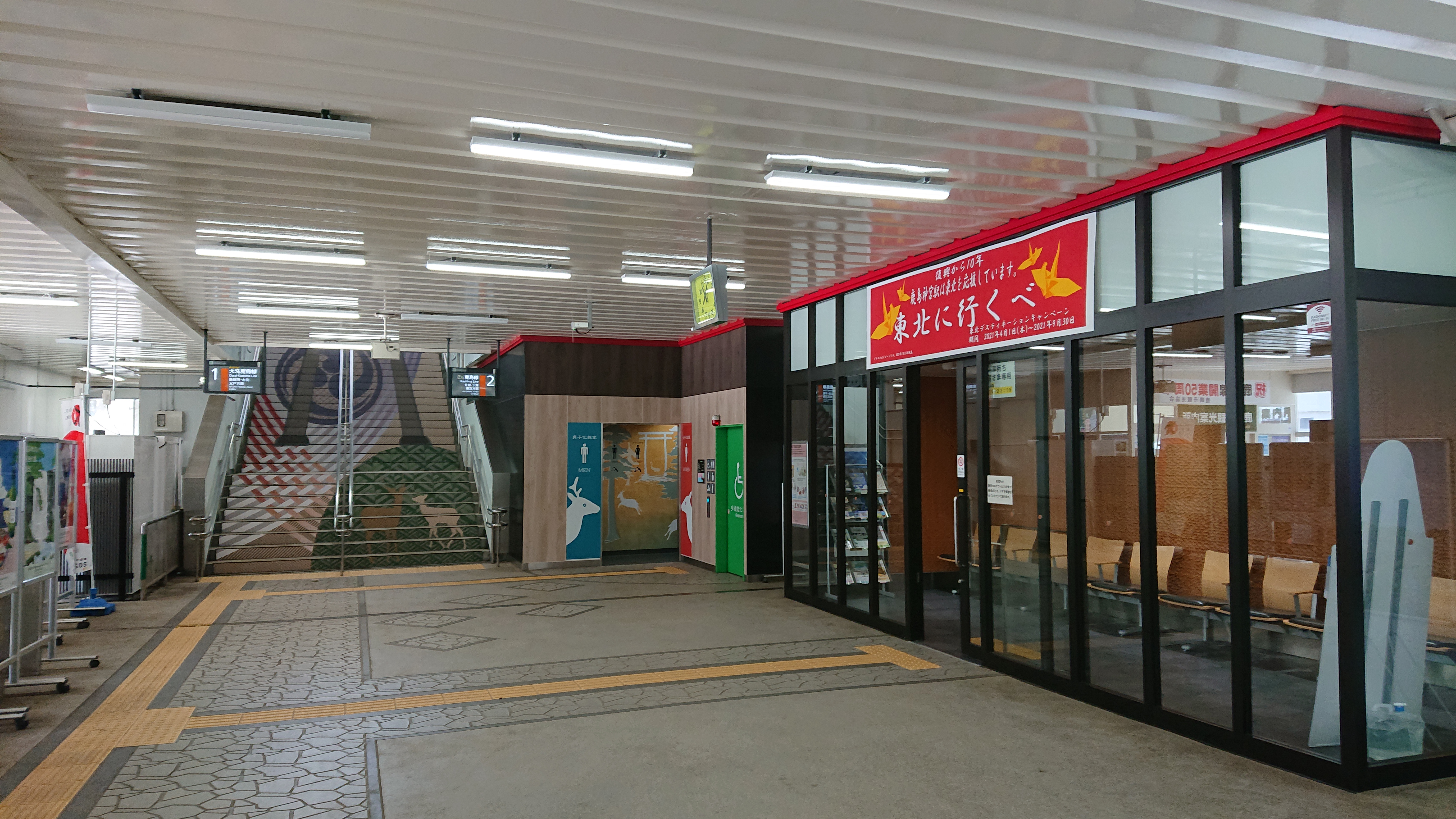
待合室・化粧室（2021年8月）
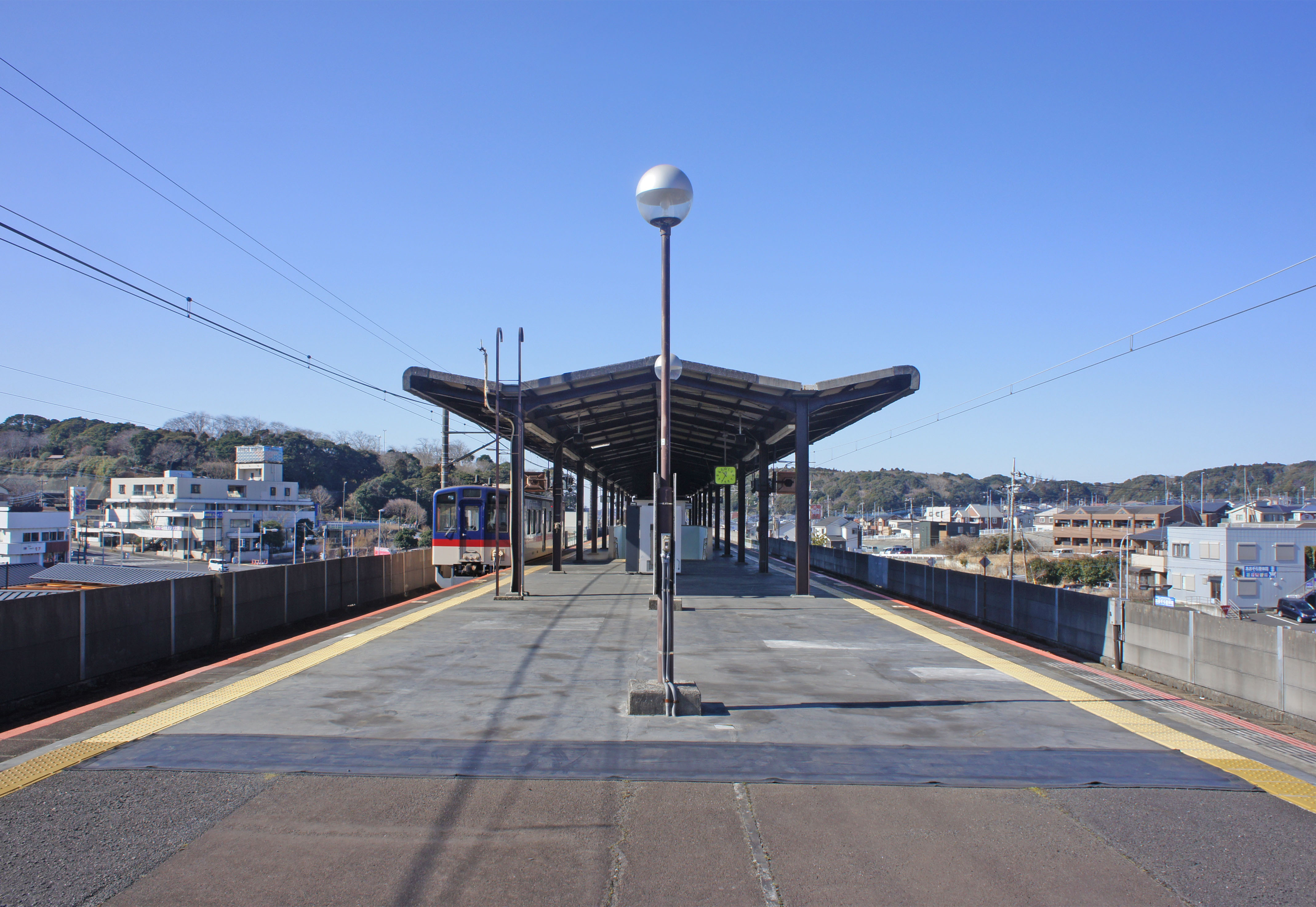
ホーム（2022年2月）

## 利用状況
JR東日本によると、2023年（令和5年）度の1日平均乗車人員は810人である。会社境界駅ではないため、JR鹿島線と鹿島臨海鉄道大洗鹿島線の利用者は区別されていない。
2000年度（平成12年度）以降の1日平均乗車人員の推移は以下のとおりである。
| 乗車人員推移       | 乗車人員推移     |
| 年度               | 1日平均 乗車人員 |
| ------------------ | ---------------- |
| 2000年（平成12年） | 1,534            |
| 2001年（平成13年） | 1,446            |
| 2002年（平成14年） | 1,438            |
| 2003年（平成15年） | 1,331            |
| 2004年（平成16年） | 1,264            |
| 2005年（平成17年） | 1,206            |
| 2006年（平成18年） | 1,174            |
| 2007年（平成19年） | 1,147            |
| 2008年（平成20年） | 1,097            |
| 2009年（平成21年） | 1,076            |
| 2010年（平成22年） | 1,042            |
| 2011年（平成23年） | 906              |
| 2012年（平成24年） | 995              |
| 2013年（平成25年） | 1,031            |
| 2014年（平成26年） | 1,037            |
| 2015年（平成27年） | 1,019            |
| 2016年（平成28年） | 997              |
| 2017年（平成29年） | 979              |
| 2018年（平成30年） | 989              |
| 2019年（令和元年） | 968              |
| 2020年（令和02年） | 742              |
| 2021年（令和03年） | 761              |
| 2022年（令和04年） | 779              |
| 2023年（令和05年） | 810              |

## 駅周辺

### 北側
- 国道51号鹿嶋バイパス
- 国土交通省常陸河川国道事務所鹿嶋国道出張所
- 小山記念病院
- ウエルシア薬局鹿嶋緑が丘店
- ダイナム鹿嶋店

### 南側
- 鹿島神宮
- 鹿島城山公園
- 茨城県立鹿島高等学校・附属中学校
- 鹿嶋市立鹿野中学校
- 鹿嶋市立鹿島小学校
- 鹿嶋市商工会館
- ビジネスホテル鈴章
- 鹿島神宮前郵便局

### 東側
- 清真学園中学・高等学校
- 鹿島神宮御手洗池
- 鹿嶋市宮下幼稚園

### 西側
- ジェイアールバス関東鹿嶋支店
- 北浦
- 神宮橋（新神宮橋）

## バス路線
鹿島神宮駅を発着するバス路線は、隣市を経由して銚子駅・小見川駅・牛堀・麻生方面を結ぶ一般路線、鹿嶋市内を循環するコミュニティバス、東京駅・東京ディズニーリゾート・お台場などの都心方面を結ぶ高速バスが発着する。
特に高速バスについては、JRより便数が多く、運賃もJRに比べ割安であるということもあり、特にかしま号は高頻度運行で、利用客も多い。高速・路線バスを運行している関東鉄道は、潮来営業所が下記の全路線（鹿嶋コミュニティバスを除く）の運行を担当しているが、稀にかしま号の臨時便や座席指定便のカシマサッカースタジアム行きバスなどに波崎車庫の所属車が運用される。
高速バスと関東鉄道担当便の一般路線バス（海岸線、利根川線、神宮あやめ白帆ライン、神栖市コミュニティバス）は交通系ICカード（Suica・PASMOなど）での運賃支払いが可能。
| 乗り場 | 運行事業者                                      | 系統・行先 | 備考 |
| ------ | ----------------------------------------------- | --- | ---- |
| 1番線  | 関東鉄道・JRバス関東・京成バス                  | 高速「かしま号」：JR東京駅 |      |
| 2番線  | 関東鉄道                                        | 高速「鹿島-羽田空港線」：羽田空港 高速「鹿島-TDR・東京テレポート線」：JR海浜幕張駅 / 東京ディズニーリゾート / 東京テレポート駅 臨時「スタジアムシャトルバス」：カシマサッカースタジアム |      |
| 3番線  | 関東鉄道                                        | 利根川線・海岸線：銚子駅 |      |
| 3番線  | 鹿嶋コミュニティバス （運行は池田交通が受託）   | 中央線：高松緑地公園 / 鹿島灘駅 湖岸海岸線：鹿島灘駅 |      |
| 3番線  | 鹿行広域バス （運行は関東鉄道・池田交通が受託） | 神宮あやめ白帆ライン：チェリオ・イオン鹿嶋店 / 麻生庁舎 |      |
| 3番線  | 神栖市コミュニティバス （運行は関東鉄道が受託） | 3系統：小見川駅 |      |

## 隣の駅
東日本旅客鉄道（JR東日本）
■鹿島線
延方駅 - 鹿島神宮駅 - 鹿島サッカースタジアム駅（臨）
鹿島臨海鉄道
■大洗鹿島線（鹿島サッカースタジアム駅 - 当駅間はJR鹿島線）
荒野台駅 - 鹿島サッカースタジアム駅 - 鹿島神宮駅
※ 鹿島サッカースタジアム駅は、貨物列車ならびに、大洗鹿島線の一部列車（サッカー試合開催日に限る）のみ停車する。

#### 利用状況に関する資料
JR東日本の1999年度以降の乗車人員
1. 1 2 3  “各駅の乗車人員（2023年度）”.   東日本旅客鉄道. 2024年7月20日閲覧。
2. ↑  “各駅の乗車人員（2000年度）”.   東日本旅客鉄道. 2019年5月27日閲覧。
3. ↑  “各駅の乗車人員（2001年度）”.   東日本旅客鉄道. 2019年5月27日閲覧。
4. ↑  “各駅の乗車人員（2002年度）”.   東日本旅客鉄道. 2019年5月27日閲覧。
5. ↑  “各駅の乗車人員（2003年度）”.   東日本旅客鉄道. 2019年5月27日閲覧。
6. ↑  “各駅の乗車人員（2004年度）”.   東日本旅客鉄道. 2019年5月27日閲覧。
7. ↑  “各駅の乗車人員（2005年度）”.   東日本旅客鉄道. 2019年5月27日閲覧。
8. ↑  “各駅の乗車人員（2006年度）”.   東日本旅客鉄道. 2019年5月27日閲覧。
9. ↑  “各駅の乗車人員（2007年度）”.   東日本旅客鉄道. 2019年5月27日閲覧。
10. ↑  “各駅の乗車人員（2008年度）”.   東日本旅客鉄道. 2019年5月27日閲覧。
11. ↑  “各駅の乗車人員（2009年度）”.   東日本旅客鉄道. 2019年5月27日閲覧。
12. ↑  “各駅の乗車人員（2010年度）”.   東日本旅客鉄道. 2019年5月27日閲覧。
13. ↑  “各駅の乗車人員（2011年度）”.   東日本旅客鉄道. 2019年5月27日閲覧。
14. ↑  “各駅の乗車人員（2012年度）”.   東日本旅客鉄道. 2019年5月27日閲覧。
15. ↑  “各駅の乗車人員（2013年度）”.   東日本旅客鉄道. 2019年5月27日閲覧。
16. ↑  “各駅の乗車人員（2014年度）”.   東日本旅客鉄道. 2019年5月27日閲覧。
17. ↑  “各駅の乗車人員（2015年度）”.   東日本旅客鉄道. 2019年5月27日閲覧。
18. ↑  “各駅の乗車人員（2016年度）”.   東日本旅客鉄道. 2019年5月27日閲覧。
19. ↑  “各駅の乗車人員（2017年度）”.   東日本旅客鉄道. 2019年5月27日閲覧。
20. ↑  “各駅の乗車人員（2018年度）”.   東日本旅客鉄道. 2019年7月21日閲覧。
21. ↑  “各駅の乗車人員（2019年度）”.   東日本旅客鉄道. 2020年7月15日閲覧。
22. ↑  “各駅の乗車人員（2020年度）”.   東日本旅客鉄道. 2021年7月26日閲覧。
23. ↑  “各駅の乗車人員（2021年度）”.   東日本旅客鉄道. 2022年8月12日閲覧。
24. ↑  “各駅の乗車人員（2022年度）”.   東日本旅客鉄道. 2022年7月9日閲覧。